# August Österle
August Österle (* 1963) ist ein österreichischer Gesundheitsökonom.

## Leben
Er absolvierte ein Studium der Handelswissenschaften an der Wirtschaftsuniversität Wien und promovierte zu Doktor der Sozial- und Wirtschaftswissenschaften an dieser  Universität.
August Österle ist Professor für Gesundheitsökonomie an der Wirtschaftsuniversität Wien. Er verfasste Arbeiten zu Konzeptionen der Gerechtigkeit in europäischen Gesundheitssystemen.